# Bradley Vincent
Bradley Vincent, född 30 november 1991 i Ladysmith, Sydafrika, är en mauritisk simmare.

## Karriär
Vincent tävlade för Mauritius vid olympiska sommarspelen 2016 i Rio de Janeiro, där han blev utslagen i försöksheatet på 100 meter frisim.